# Middle-East-Airlines-Flug 265
Der Middle-East-Airlines-Flug 265 (Flugnummer: ME265) war ein internationaler Linienflug der Middle East Airlines von Beirut nach Ankara mit einem Zwischenstopp in Nikosia. Am 1. Februar 1963 ereignete sich auf diesem Flug ein schwerer Flugunfall, als die eingesetzte Vickers Viscount 745D im Anflug auf den Flughafen Ankara mit einer Douglas C-47A-80-DL (DC-3) der türkischen Luftstreitkräfte kollidierte. Beide Maschinen stürzten ins Stadtgebiet. Es starben insgesamt 104 Personen, darunter alle 14 Insassen der Passagiermaschine, alle drei Insassen des Militärflugzeugs sowie 87 Personen am Boden. Es handelte sich um den schwersten Unfall in der Türkei, seit dem Unfall einer Boeing 727-200 auf Turkish-Airlines-Flug 452 ist es der zweitschwerste. Es handelt sich darüber hinaus um den schwersten Flugunfall sowohl mit einer Vickers Viscount als auch mit einer Douglas DC-3.

## Erstes Flugzeug

### Vickers Viscount 745D der Middle East Airlines
Das erste beteiligte Flugzeug war eine Vickers 754D Viscount mit der Werknummer 244, deren Erstflug am 24. November 1957 vom Flughafen Bournemouth-Hurn, Dorset, Großbritannien, aus erfolgt war. Die im Juni 1955 für die Nutzung bei der Middle East Airlines durch die BOAC bestellte Maschine wurde am 2. April 1957 anstelle der Middle East Airlines mit dem britischen Luftfahrzeugkennzeichen G-APCE auf die Cyprus Airways zugelassen. Da die BOAC zwischenzeitlich die Flugroute von London nach Zypern übernommen hatte, wurde der Leasingvertrag über die Maschine am 1. September 1957 (und damit noch während ihrer Endmontage) aufgekündigt und die Viscount am 31. Oktober 1957 mit dem libanesischen Luftfahrzeugkennzeichen OD-ADE auf die neue Leasingnehmerin Middle East Airlines zugelassen. Am 12. Dezember 1957 wurde die Maschine mit einer Bemalung der Middle East Airlines nach Beirut ausgeliefert. Das viermotorige Mittelstreckenflugzeug war mit vier Turboproptriebwerken des Typs Rolls-Royce Dart 510 ausgestattet. Zum Zeitpunkt des Unfalls hatte die Maschine eine Gesamtbetriebsleistung von 13.187 Betriebsstunden absolviert, auf die 5.515 Starts und Landungen entfielen.

### Insassen
Den Flug auf dem Flugabschnitt von Nikosia nach Ankara hatten 11 Passagiere angetreten. Es befand sich eine dreiköpfige Besatzung an Bord der Maschine, bestehend aus einem Flugkapitän, einem Ersten Offizier und einem Flugbegleiter. Der 29-jährige Flugkapitän war im August 1962 zum Flugkapitän an Bord der Vickers Viscount befördert worden und verfügte über 2.962 Stunden Flugerfahrung mit diesem Flugzeugtyp. Der 38-jährige Erste Offizier übte diese Position seit Juni 1960 aus und verfügte über 4.200 Stunden Flugerfahrung mit der Vickers Viscount.

## Zweites Flugzeug

### Douglas C-47 der türkischen Luftstreitkräfte
Das Flugzeug war eine Douglas DC-3 der Baureihe C-47A-80-DL, die in einem Werk der Douglas Aircraft Company endmontiert und am 18. Februar 1944 mit der Werknummer 19668 und dem militärischen Luftfahrzeugkennzeichen 43-15202 an die United States Army Air Forces (USAAF) ausgeliefert wurde. Die Maschine wurde am 10. Dezember 1948 an die Türkischen Luftstreitkräfte übergeben, bei der sie das Kennzeichen 43-6028 erhielt, das später in die Kennzeichen ETI-28 und CBK-28 geändert wurde. Die DC-3 wurde von zwei Doppelsternmotoren Pratt & Whitney R-1830-92 Twin Wasp mit je 1.200 PS Leistung angetrieben. Bis zum Zeitpunkt des Unfalls hatte die Maschine eine Gesamtbetriebsleistung von 2.340 Betriebsstunden absolviert.

### Insassen
An Bord der Maschine befand sich lediglich eine dreiköpfige Besatzung, bestehend aus einem Prüfkapitän für Instrumentenflüge, einem auszubildenden Piloten und einem Bordfunker. Der 33-jährige Prüfkapitän besaß seine Pilotenlizenz seit Mai 1955 und verfügte über 1.452 Stunden Flugerfahrung mit der Douglas C-47. Der 22-jährige auszubildende Pilot hatte seine Pilotenausbildung im Juni 1962 absolviert. Er verfügte über 36 Stunden Flugerfahrung mit der Douglas C-47, wovon er 9 Stunden und 15 Minuten im Instrumentenflug absolviert hatte. Bezüglich des dritten Besatzungsmitglieds wurden im Unfallbericht keine Daten genannt.

## Unfallhergang

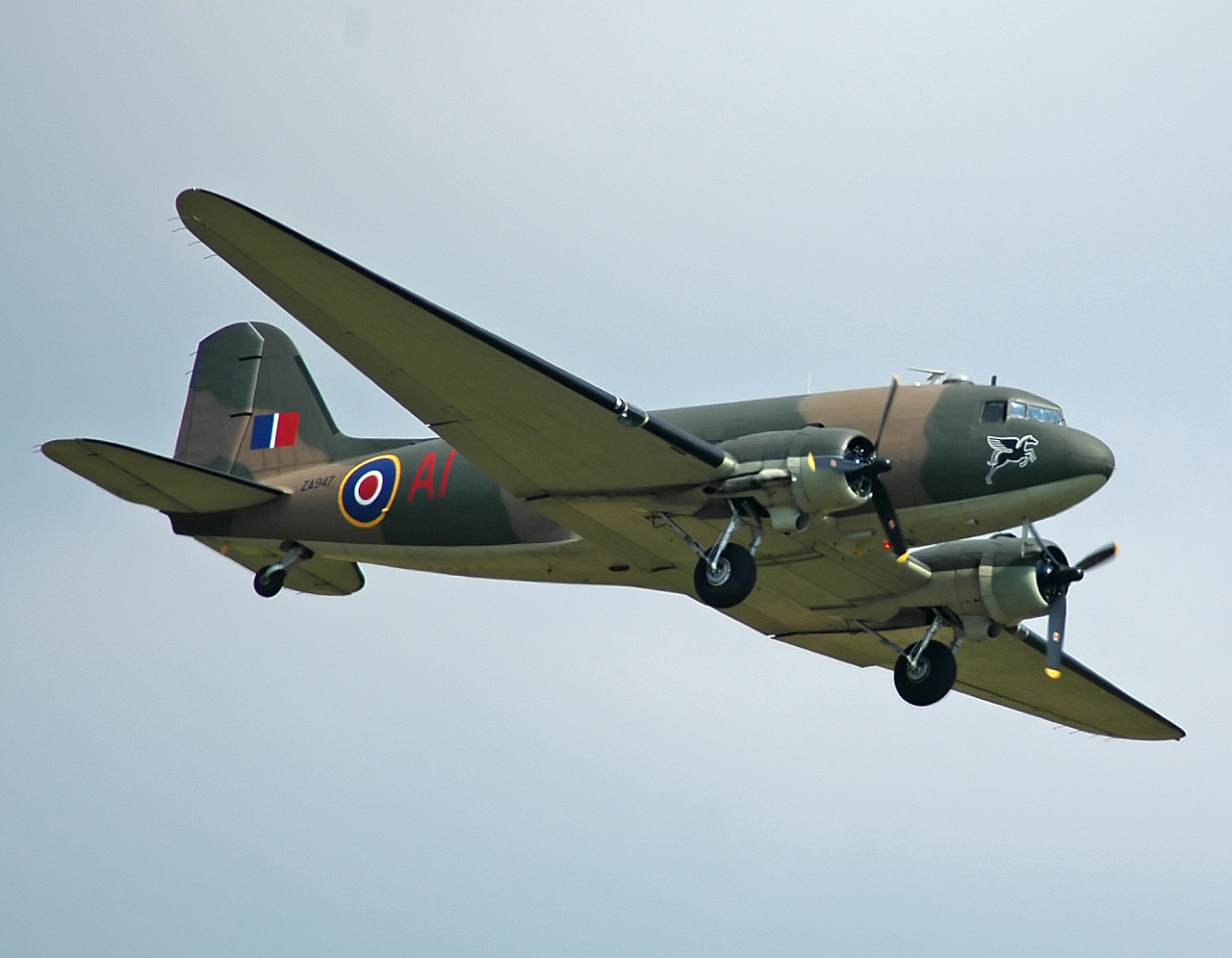
Eine Militärmaschine des Typs Douglas C-47 der Royal Air Force

Die Viscount befand sich im Anflug auf den Flughafen Ankara. Die Piloten erhielten eine Freigabe zum Anflug auf Landebahn 03. Der letzte Funkkontakt zwischen der Maschine und der Flugsicherung erfolgte um 16:09 Uhr. Die Piloten meldeten, dass sie das ungerichtete Funkfeuer von Ankara in einer Höhe von 8.000 Fuß überflogen und den Sinkflug auf 6.500 Fuß einleiteten. Die Besatzung erhielt die Anweisung, sich zu melden, sobald sie sich auf ihrem Anflugkurs über Grund befinden und dabei erneut das Ungerichtete Funkfeuer überfliegen würde.
Am gleichen Tag war um 14:22 Uhr eine Douglas C-47 der türkischen Luftstreitkräfte von der Luftwaffenbasis Etimesgut zu einem etwa eineinhalbstündigen Ausbildungsflug gestartet. Bei diesem Typ von Ausbildungsflug sitzt der Flugschüler normalerweise im linken Pilotensitz, vor ihm ist auf der linken Hälfte der Windschutzscheibe eine orangefarbene Plexiglasscheibe platziert und er trägt eine dunkelblaue Brille. Der Prüfkapitän sitzt im rechten Pilotensitz und kann die Umgebung beobachten. Die Trainingsmanöver waren abgeschlossen und das Flugzeug kehrte nach Etimesgut zurück und flog nach Sichtflugregeln, als auch die Viscount der Middle East Airlines für den Anflug auf den Flughafen Esenboğa sank. Die Viscount, die auf einem Steuerkurs von 283° flog, kollidierte mit der C-47, die auf einem Steuerkurs von 243° in Richtung Etimesgut unterwegs war. Die rechte untere Hälfte der Flugzeugnase der Viscount und die steuerbordseitige Tragfläche trafen die C-47 von hinten in einem 40°-Winkel im Türbereich an der Backbordseite. Propeller Nr. 3 prallte gegen das linke Höhenleitwerk der C-47 und trennte es ab. Die Propellerblattenden brachen ab und blieben beim Leitwerk der C-47 nahe dem Übergang zum linken Höhenleitwerk stecken. Der Propeller von Triebwerk Nr. 4 trennte die Unterseite der Spitze des rechten Höhenleitwerks ab. Beide Flugzeuge flogen für kurze Zeit ineinander verkeilt weiter. Nachdem das Leitwerk der C-47 abgeschnitten worden war, stürzte die C-47 unmittelbar danach senkrecht ab. Vor dem Abschneiden beschädigte das linke Höhenleitwerk der C-47 die steuerbordseitige seitliche Rumpfhülle der Viscount im Bereich der Fahrgastraumfenster. Dieses Stück Rumpfhülle riss ab, und einige der Passagiere, die nicht angeschnallt waren, wurden durch diese Öffnung aus der Maschine herausgerissen. Die Viscount flog, nachdem sie sich von der C-47 getrennt hatte, kurz weiter, nickte dann jedoch nach unten und stürzte zu Boden. Beide Flugzeuge stürzten in ein Wohngebiet von Ankara ab und gerieten in Brand. Es starben neben den 17 Insassen der beiden Flugzeuge 87 Menschen am Boden, 50 weitere Personen am Boden wurden schwer verletzt.

## Ursache
Die Ermittler stellten fest, dass die Piloten der Viscount zum Zeitpunkt der Kollision im Sichtflug flogen, obwohl zuvor ein Instrumentenflugplan eingereicht worden war. Auch die Besatzung der Militärmaschine flog im Sichtflug. Die Piloten der Viscount hätten bei der Funkkommunikation nicht die Standardterminologie verwendet und die Entfernung zwischen Gölbaşı und Ankara fehlerhaft eingeschätzt. Sie bemerkten während des Sinkfluges nicht, dass vor ihnen in einer Flughöhe von 7.000 Fuß die Douglas flog. Als sie die Maschine im letzten Moment sichteten, hätten sie versucht, eine Kollision durch Hochziehen der Maschine abzuwenden, wofür es jedoch zu spät war.